# Анисимов, Артём Вячеславович
Артём Вячеславович Анисимов (род. 27 июля 1976, Казань) — российский хоккеист, защитник. Тренер.

## Биография
Воспитанник казанского хоккея. В 1993 году дебютировал в чемпионат МХЛ за клуб «Итиль» Казань. Выступал за команду, переименованную в «Ак Барс», до 2000 года. Чемпион России (1997/98). Выступал за клубы «Нефтяник» Лениногорск (1999, 2005/06), «Амур» (2001, 2006/07 — 2007/08), «Салават Юлаев» (2001/02), «Молот-Прикамье» (2002/03), «Химик» Воскресенск (2003/04), «Нефтяник» Альметьевск (2004/05),«Ариада» Волжск (2006)
Серебряный призёр юниорского чемпионата Европы 1994 года. Серебряный призёр молодёжного чемпионата мира 1995 года.
После завершения карьеры — тренер в системе «Ак Барса». Главный тренер команды МХЛ «Ирбис» (2020—2002). Главный тренер команды ВХЛ «Барс» (с 2022). С сезона 2023/24 — тренер в команде ВХЛ «Нефтяник» Альметьевск, с 7 ноября — исполняющий обязанности главного тренера, с 20 декабря — главный тренер: привел к завоеванию Кубка Петрова и был признан лучшим тренером сезона в ВХЛ 2023/24.